# Salticidae
Los saltícidos (Salticidae) son una familia de pequeñas arañas araneomorfas conocidas comúnmente como arañas saltarinas, saltadoras o caza moscas. Con más de 700 géneros descritos y más de 7000 especies descritas. Es la mayor familia de todas las arañas, constituyendo un 13% de todas las especies. La visión de las arañas saltarinas es una de las mejores entre los artrópodos y la usan para moverse, la caza y el cortejo. Aunque normalmente se mueven de manera discreta y bastante lenta, la mayoría de las especies puede dar saltos muy ágiles, especialmente cuando cazan, aunque a veces también en respuesta a amenazas repentinas o para recorrer grandes distancias. Sus pulmones en libro y su sistema traqueal están bien desarrollados y usan ambos sistemas en respiración bimodal. A las arañas saltarinas se las reconoce generalmente por el patrón de sus ojos. Todas las especies tienen cuatro pares de ojos, siendo el par medio anterior particularmente grande.

## Características

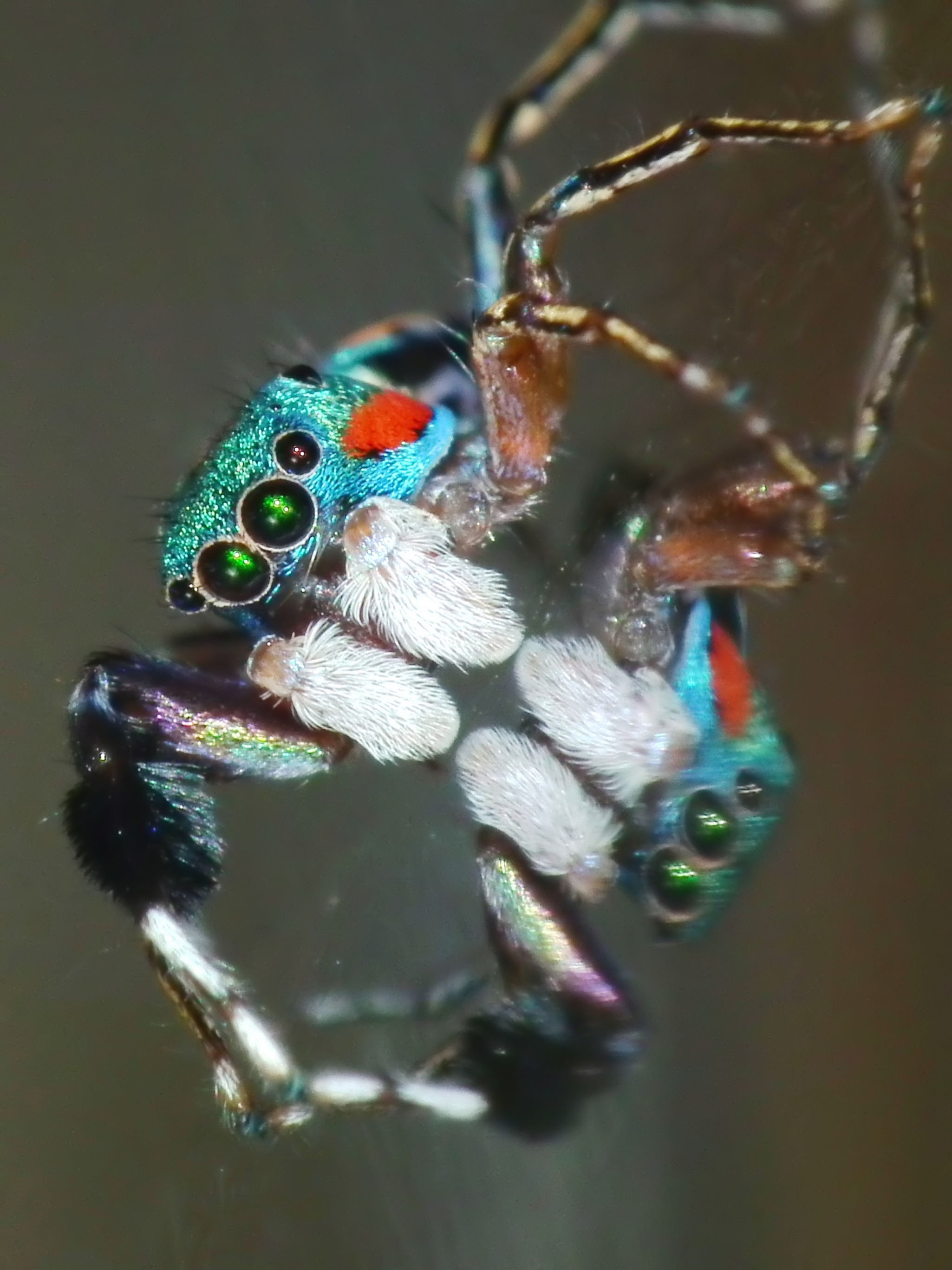
Ejemplo de la iridiscencia de una araña saltarina.

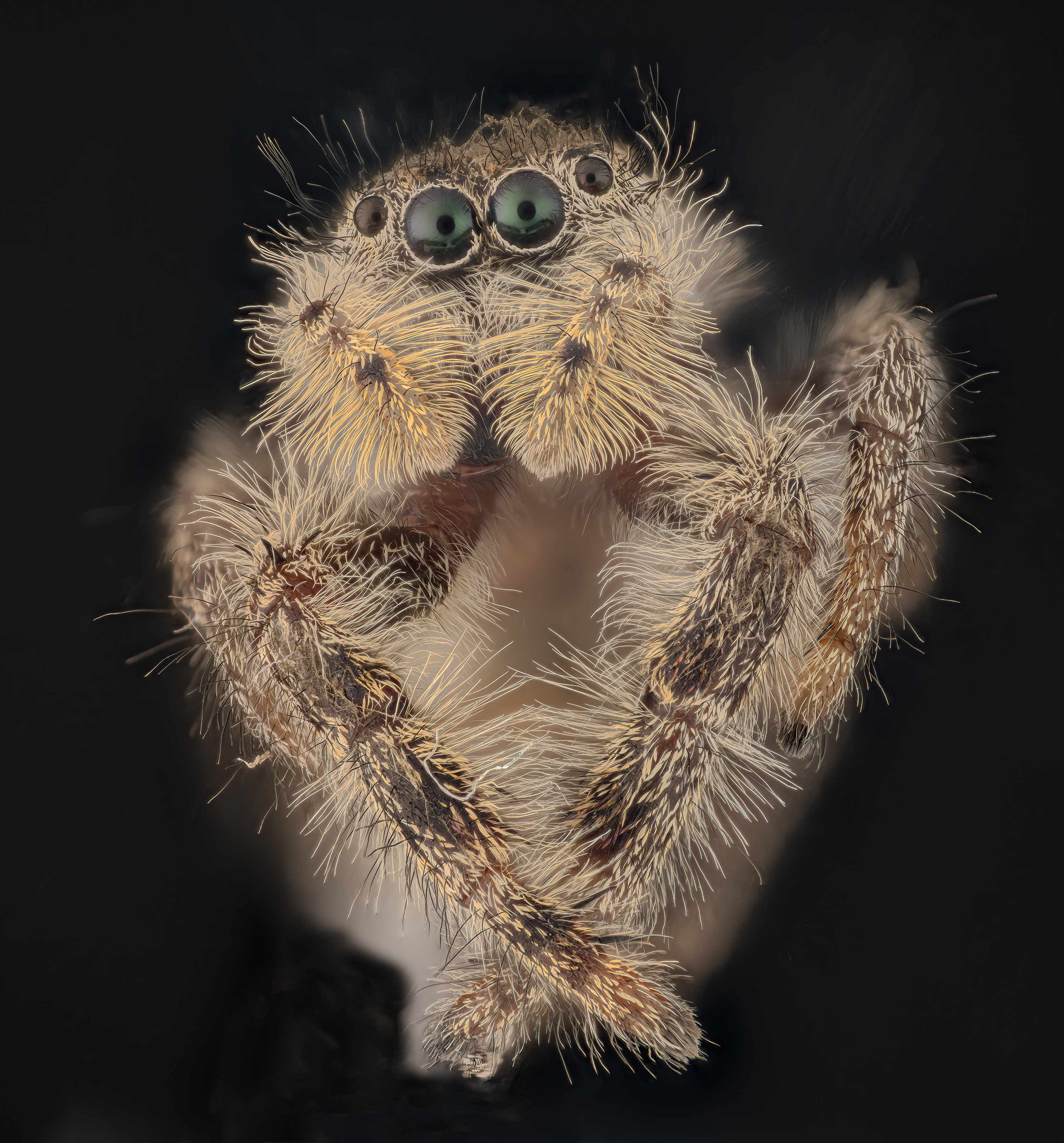
Araña Salticidae.

Son arañas pequeñas, de pocos milímetros en general, de construcción compacta. Se desplazan a gran velocidad y son capaces de dar saltos largos y certeros. No son constructoras de telarañas. El cuerpo parece cubierto de pelos que a la vez son escamosos, a veces iridiscentes. Los palpos de los machos, pero no los de las hembras, son a menudo grandes y vistosos, empleados durante el cortejo. Las patas anteriores son algo más grandes y sujetan a la presa cuando caen sobre ella.
Cuatro de sus ocho ojos se orientan frontalmente, con los dos centrales especialmente grandes. Son, como en todos los arácnidos, ojos simples, pero muy elaborados. Son capaces de enfocar y de moverse, variando su orientación y a veces los mueven rítmicamente para detectar a sus presas. Los ojos frontales proporcionan visión estereoscópica, a la vez que los laterales completan un campo de visión de 360°, así que no necesitan girarse para controlar todo su entorno. Su eficaz visión es excepcional no solo entre las arañas, sino entre los artrópodos.

## Hábitat
Aunque la mayoría vive en bosques tropicales, también se las puede encontrar en bosques templados, matorrales, desiertos, zonas intermareales y regiones montañosas. La araña encontrada a mayor altura ha sido la Euophrys omnisuperstes, en las laderas del Monte Everest.

## Visión

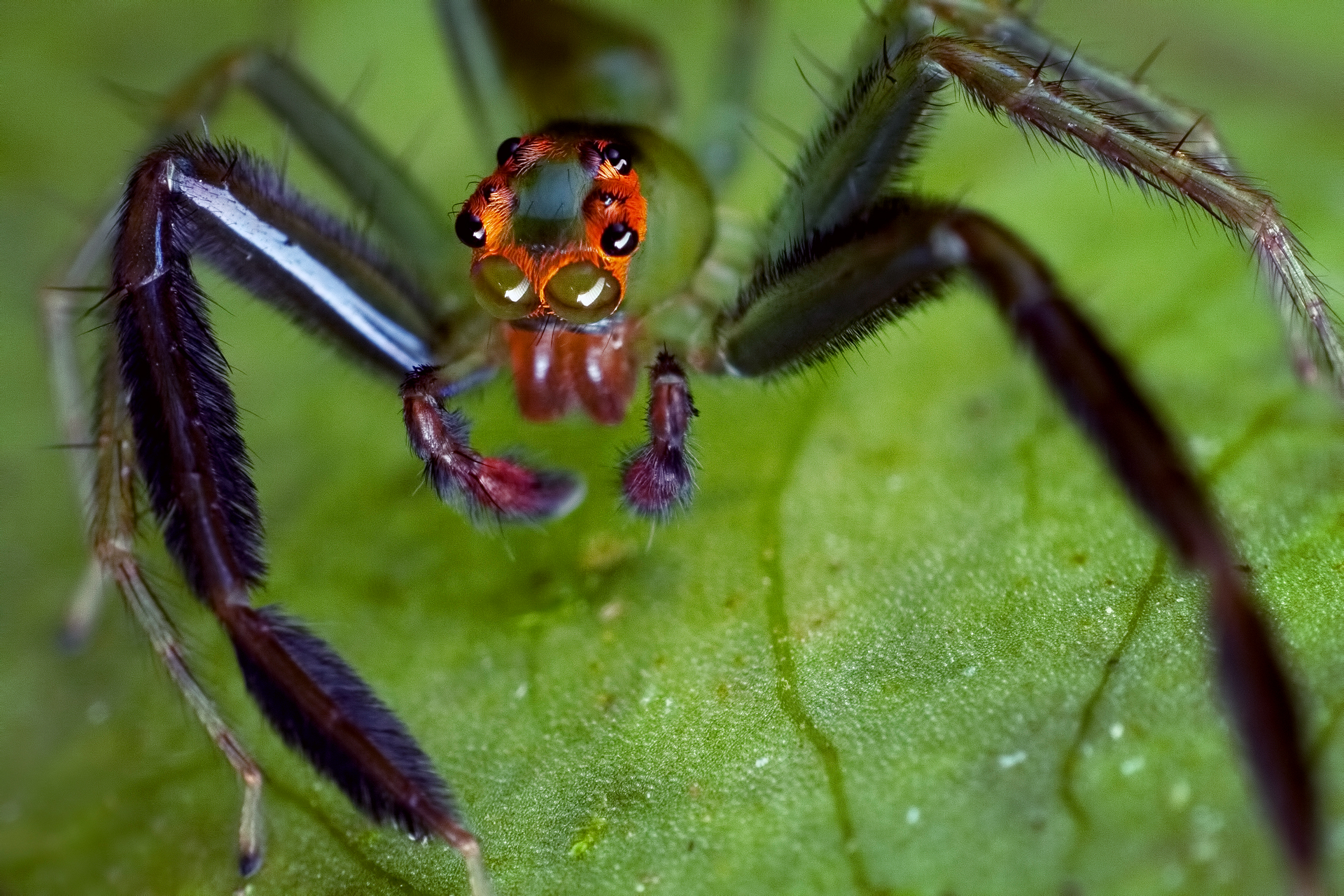
Los ocho ojos de una Lyssomanes sp. (nótese el tamaño del par frontal respecto del resto).

Los saltícidos, como la mayoría de arañas, tienen ocho ojos. Al no poder girar la cabeza (cefalotórax), usan sus ocho ojos para poder ver lo que tienen alrededor tanto para cazar como para detectar posibles depredadores.
Tienen dos tipos de ojos: los ocelos y los ojos secundarios. Los ocelos son los ojos que miran hacia adelante y son sus ojos principales, capaces de formar imágenes, a diferencia de otros artrópodos, cuyos ocelos sólo son capaces de detectar la dirección de la luz. Tienen músculos y se pueden mover. Con ellos las arañas pueden distinguir entre sus presas (hormigas, saltamontes, etc) y posibles parejas a una distancia de entre 5 y 10 centímetros. La mayoría de arañas ve muy mal, algunas especies incluso carecen de ojos. En el caso de los saltícidos, sus ojos principales ven mejor que los de las libélulas, que son los insectos que mejor ven. A pesar de ello, están limitados por un campo visual reducido.
Los ojos secundarios suelen ser más pequeños que los principales. Algunos son tan pequeños que parecen vestigiales. Carecen de músculos y movilidad. Amplían el campo de visión de los ojos principales y dan a la araña una perspectiva más amplia que llega a los 360°. También sirven como detectores de movimiento y para percibir la profundidad, pudiendo así la araña calcular la distancia y dirección de presas o amenazas. Los ojos de las especies nocturnas tienen un tapetum lucidum que les ayuda a ver con poca luz.

## Comportamiento
Las arañas saltarinas cazan por lo general durante el día. La mayoría de especies puede dar grandes saltos, de varias veces su propio tamaño, gracias a un sistema hidráulico interno que extiende sus extremidades al alterar la presión del líquido circulatorio (hemolinfa) dentro de ellas. Esto les permite saltar sin tener grandes patas musculosas como los saltamontes. Cuando se mueven de un lado a otro y, en especial, antes de saltar, pegan un hilo de seda en donde estén posadas para protegerse por si fallan el salto. En ese caso, trepan de vuelta por el hilo. Los hilos de seda están impregnados con feromonas que juegan un papel en la comunicación reproductiva y social y posiblemente en la navegación.
Algunas especies han demostrado ser capaces de recordar y reconocer colores y adaptar su estilo de caza en consecuencia.

### Caza
El estilo de caza de los saltícidos es bastante variado comparado con el de otras familias de arañas. Son cazadoras diurnas, lo que tiene sentido si se tiene en cuenta su buena visión. Lo primero que hacen al detectar una presa es orientarse hasta tener sus ojos medios anteriores apuntando hacia ella. Hecho esto, la araña quizá se pase un rato inspeccionando el objeto en cuestión y, si le parece una presa que valga la pena, empezará a acecharla. Una vez esté lo suficientemente cerca, se tomara un momento para pegar un hilo de seguridad antes de saltar sobre ella.
Hay, no obstante, muchas variantes en el estilo de caza. Por ejemplo, no siempre se dirigen directamente a la presa, sino que a veces siguen un camino tortuoso que las lleva en ocasiones a perderla de vista. Un comportamiento que resulta sorprendente teniendo en cuenta el cerebro tan pequeño que tienen. Algunas especies, especialmente las del género Portia, pueden dar largos rodeos yendo de un arbusto al suelo y trepando luego por otro arbusto para capturar una presa que esté en una hoja determinada. Es un comportamiento que sigue siendo objeto de investigación.
Algunas especies están en constante movimiento, parándose de cuando en cuando para buscar presas, que acechan de inmediato. Otras pasan más tiempo observando el entorno desde algún sitio y persiguen a cualquier presa que detecten. Las arañas del género Phaeacius, por ejemplo, no suelen buscar presas sino que esperan bocabajo en el tronco de un árbol y se abalanzan sobre cualquier presa que pase cerca.
Algunas arañas saltarinas se especializan en un tipo de presa en particular, como, por ejemplo, las hormigas. Aunque la mayoría de arañas, saltícidos incluidos, evita cazar hormigas, para muchas especies son su alimento principal y han desarrollado técnicas especiales para cazarlas. La Anasaitis canosa, por ejemplo, da vueltas frente a la hormiga y la agarra por detrás de la cabeza. Aunque estas especies se alimentan principalmente de hormigas, cazan también otras presas, como moscas, al estilo de los saltícidos, sin tomar las precauciones que tomarían en la caza de presas peligrosas como las hormigas. Las hormigas ofrecen la ventaja de ser muy numerosas, por lo que hay poca competencia de otros depredadores, pero sigue siendo preferible cazar otras presas menos peligrosas si se presenta la ocasión.
Algunas de las técnicas de caza más sorprendentes son las de las arañas saltarinas aracnófagas. Muchas de estas especies cazan arañas del mismo modo que a cualquier otra presa. Otras, como la Phidippus audax, a veces invaden telarañas y atacan a las presas que haya atrapadas en ella (cleptoparasitismo); devoran a su ocupante o andan por la telaraña con este propósito.
Los géneros Brettus, Cyrba, Gelotia y Portia utilizan una técnica para invadir telarañas más avanzada. Avanzan lentamente hacia ella y la hacen vibrar con sus patas y pedipalpos. Si el ocupante de la tela se acerca de la manera adecuada para tratar con una presa atrapada, el depredador ataca. Es una técnica parecida a la utilizada por los mimétidos, quizá la araña aracnófaga más especializada de todas las familias de arañas.
La mayoría de las especies de arañas saltarinas no usa telarañas para cazar y, las pocas que lo hacen, cazan también a la manera del resto de saltícidos. Algunas especies de Portia, por ejemplo, tejen telarañas que parecen adaptadas para capturar otras arañas. Otras, como las arañas del género Spartaeus, capturan en sus telarañas a polillas sobre todo. El uso de telarañas para cazar es, quizá, una reliquia de la evolución de esta familia a partir de antepasados tejedores de telarañas.
Para cazar en superficies verticales o invertidas, usan su seda como sujeción, pudiendo así saltar sobre presas que de otra manera serían inalcanzables.
Tras hacer contacto con la presa, le inyectan un veneno que le da poco tiempo para reaccionar. Las familias Mimetidae y Thomisidae, que muchas veces atacan a presas más grandes que ellas y no usan seda para inmovilizaras, utilizan una técnica similar, inyectándolas un veneno que las inmoviliza inmediatamente.

## Alimentación

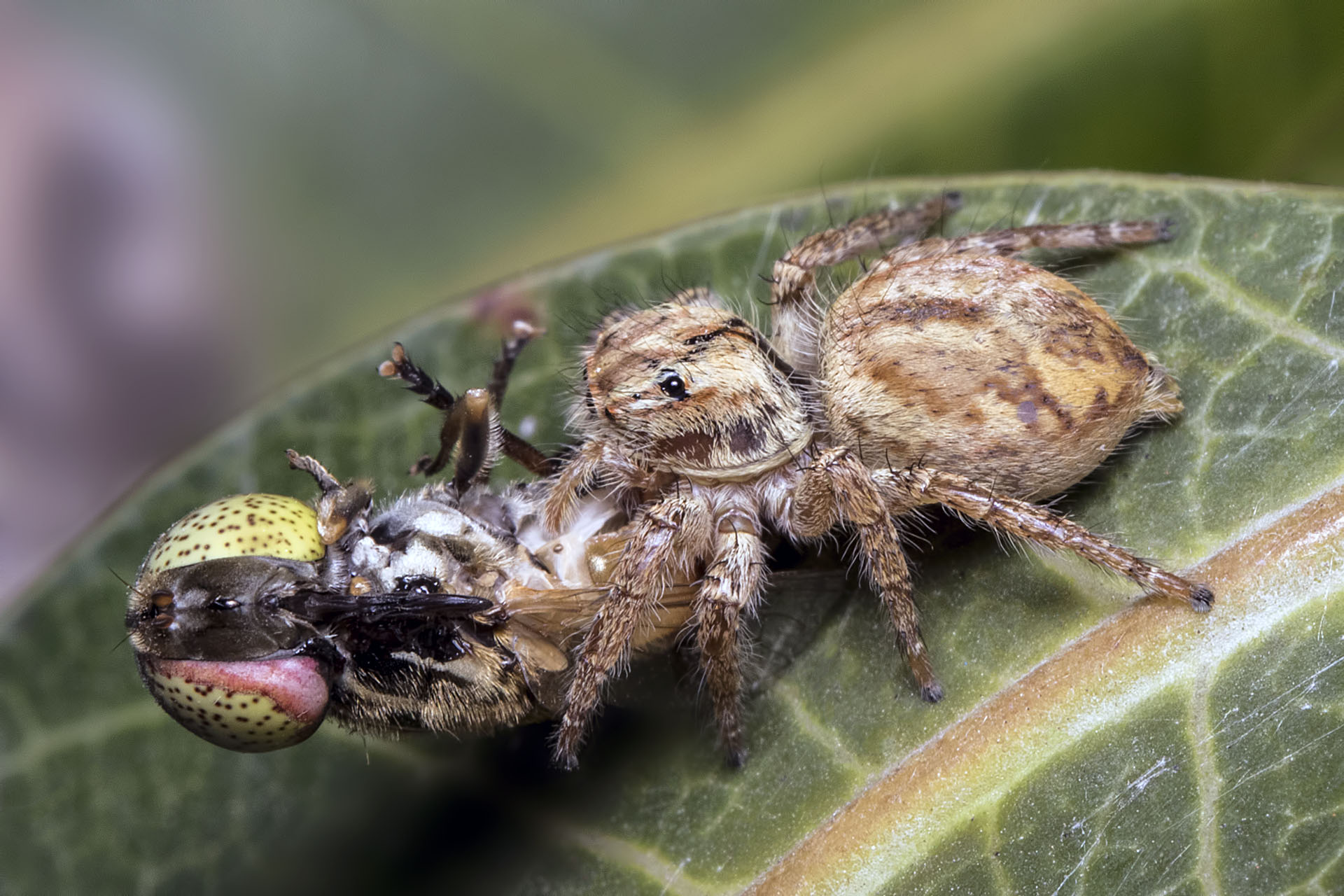
Araña saltarina capturando un sírfido.

Aunque, por lo general, las arañas saltarinas son carnívoras, se sabe que muchas especies se alimentan también de néctar y, una especie, la Bagheera kiplingi, se alimenta principalmente de materia vegetal. No se conoce ninguna que se alimente de semillas ni de fruta. Plantas como la Chamaecrista fasciculata proporcionan néctar a las arañas saltarinas y, a cambio, se benefician de la caza de las arañas sobre cualquier plaga que encuentren.
La hembra de la especie del Sudeste Asiático Toxeus magnus, alimenta a sus crías durante sus primeros 40 días de vida con un líquido nutritivo parecido a la leche. A las crías hembras también se les permite consumir algo de este líquido después de alcanzar la madurez sexual.

## Reproducción

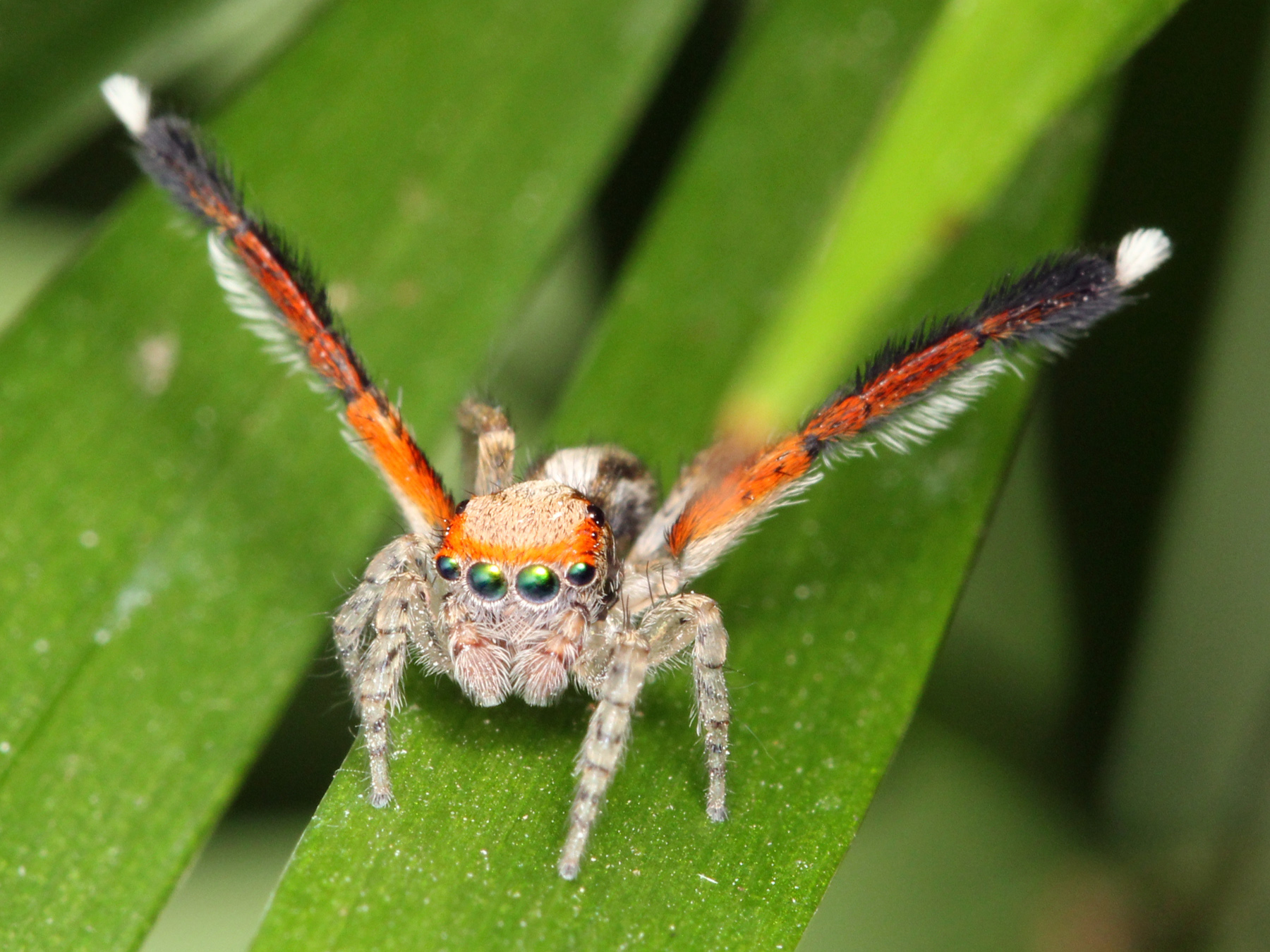
Exhibición de cortejo de un macho Saitis barbipes.

### Cortejo y apareamiento
Las arañas saltarinas realizan complejas exhibiciones visuales de cortejo, usando tanto movimientos como atributos corporales físicos. A diferencia de las hembras, los machos tienen el pelo plumoso, colorido o iridiscente (especialmente notable en las arañas pavo real), flecos en las patas delanteras, estructuras en otras patas, y otras modificaciones, a menudo extrañas. Estas características se usan en un “baile” de cortejo, en el que se muestran las partes coloreadas o iridiscentes del cuerpo. Además de la exhibición de colores, las arañas saltarinas realizan complejos movimientos de desplazamiento, vibración o zigzag para atraer a las hembras. Se ha descubierto hace poco que muchos machos poseen también señales auditivas que se parecen a zumbidos o tambores. Las características visuales y vibratorias varían mucho de una a otra especie. Los machos adultos de muchas especies tienen parches que reflejan la radiación ultravioleta. Esta característica visual la usan algunas hembras para elegir pareja.
Si la hembra es receptiva al macho, asumirá una postura pasiva y agachada. En algunas especies, la hembra puede que también haga vibrar sus palpos o abdomen. El macho extenderá entonces sus patas delanteras hacia la hembra para tocarla. Si la hembra sigue siendo receptiva, el macho subirá a su espalda y la inseminará con sus palpos.

### Consecuencias del dimorfismo sexual
Tener uno colorido tan vistoso puede que parezca que sólo beneficia a la selección sexual, pero es un beneficio que, además de atraer a las hembras, también puede aumentar el riesgo de atraer a depredadores.

## Mordedura de araña saltarina
La mordedura de la araña saltadora no es considerada particularmente peligrosa para los seres humanos ya que ella no acostumbra a atacar animales más grandes que ella. Aunque la mayoría de las arañas saltadoras producen veneno, este es totalmente inofensivo para los seres humanos.[cita requerida]

## Taxonomía
La monofilia de la familia Salticidae está bien establecida a través de análisis filogenéticos y morfológicos, pero no existe consenso acerca de qué otro grupo de arañas está más estrechamente relacionado con las arañas saltarinas. Se han sugerido grupos hermanos como los oxiópidos (arañas lince), tomísidos (arañas cangrejo), clubiónidos (arañas de bolsa) y arañas tejedoras. Un análisis filogenético del año 2017 sugiere que el grupo hermano puede ser la familia Miturgidae.
La taxonomía de la familia Salticidae se revisó considerablemente en 2015. Ahora la familia está dividida en siete subfamilias:
- Onomastinae Maddison, 2015 – 1 género, 12 especies
- Asemoneinae Maddison, 2015 – 5 géneros, 38 especies
- Lyssomaninae Blackwall, 1877 – 2 géneros, 92 especies
- Spartaeinae Wanless, 1984 – 29 géneros, 165 especies
- Eupoinae Maddison, 2015 – 3 géneros, 34 especies
- Hisponinae Simon, 1901 – 9 géneros, 53 especies
- Salticinae Blackwall, 1841 – 538 géneros, 5379 especies

De estas subfamilias, la Salticinae es de lejos la mayor, constituyendo más del 90% de las especies de arañas saltarinas conocidas.

## Modelos para mimetismo
Se cree que algunos pequeños insectos han desarrollado apariencias o rasgos de comportamiento que se asemejan a los de las arañas saltarinas para, probablemente, evitar su depredación, en particular de las arañas saltarinas. Algunos ejemplos parecen ser los patrones en las alas de algunos tefrítidos, de ninfas de fulgorida y probablemente de algunas polillas.

## Fósiles

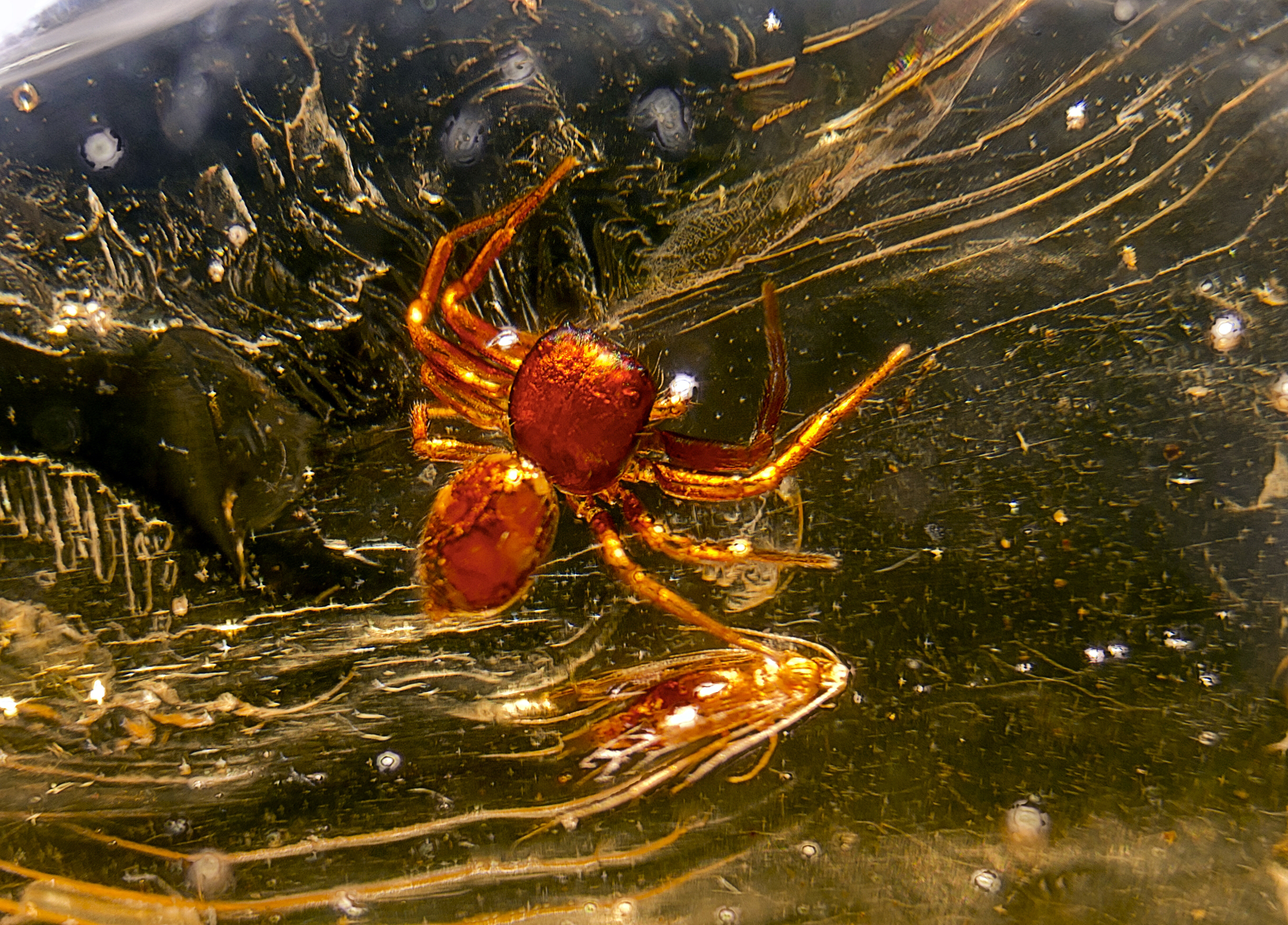
Araña saltarina en copal de Madagascar.

Se han encontrado muy pocos fósiles de arañas saltarinas. De los que se conocen, todos pertenecen a ámbares del Cenozoico. Los fósiles más antiguos son de ámbar báltico de la época del Eoceno, hace entre 54 y 42 millones de años. Se han encontrado otros fósiles de arañas saltarinas en ámbar de Chiapas y en ámbar dominicano.